# Tadd Dameron
Tadley Ewing Peake Dameron, detto Tadd (Cleveland, 21 febbraio 1917 – New York, 8 marzo 1965), è stato un pianista, arrangiatore e compositore jazz statunitense. Dexter Gordon lo aveva identificato come il romantico del movimento bebop.

## Gli inizi
Nato a Cleveland, Ohio, Dameron fu uno dei più influenti arrangiatori dell'era bebop, ma compose anche arrangiamenti Swing. Arrangiò pezzi per le orchestre di Harlan Leonard, Count Basie, Artie Shaw, Jimmie Lunceford, Dizzy Gillespie, Billy Eckstine, e Sarah Vaughan. Per la Vaughan, compose  If You Could See Me Now, che divenne una delle sue prime canzoni di successo e uno standard jazz.
Dameron scrisse, suonò e arrangiò anche alcuni pezzi per Bull Moose Jackson, sassofonista e cantante di blues e rhythm and blues;  nello stesso periodo in cui nel gruppo di quest'ultimo figurava anche Benny Golson. Golson ebbe in seguito a dire che Dameron fu uno dei compositori che lo influenzarono di più. Tra i molti standard composti da Dameron si ricordano Hot House, Our Delight, Good Bait, e Lady Bird.
Dameron fu tossicodipendente, malato di cuore e, alla fine, un cancro lo uccise nel 1965 a 48 anni.

## Discografia
- 1940 - Harlan Leonard  - The Chronological - (Classics CC_670) (4 brani Tadd Dameron comp., arr.)
- 1941-45 - Jimmie Luncerford  - The Chronological - (Classics CC_863) (3 brani Tadd Dameron arr.)
- 1945 - Billy Eckstine - Together (Spotlite)  (4 brani Tadd Dameron arr.)
- 1945-46 - Billy Eckstine -The Chronological - (Classics CC_914) (1 brano Tadd Dameron arr.)
- 1947 - Fats Navarro - Fat Girl. The Savoy Sessions (Savoy Recs)
- 1947-49 - The Complete Blue Note and Capitol Recordings of Fats Navarro and Tadd Dameron (Blue Note Records)
- 1948 - The Dameron Band 1948 (Jazzland)  [Ristampato con altri brani come Fats Navarro & Tadd Dameron at The Royal Roost Vol. 1 e 2 - Jazz View]
- 1949 - Anthropology (Spotlite Recs) [Tadd Dameron Quintet solo negli ultimi 3 brani]
- 1949 - Miles Davis/Tadd Dameron - Cool Boppin' (Fresh Sound Recs) [Tadd Dameron Big 10 solo gli ultimi 5 brani]
- 1949 - The Miles Davis and Tadd Dameron Quintet in Paris (Columbia Records)
- 1953 - A Study in Dameronia (Prestige Records) [Ristampato come parte di Clifford Brown - Memorial - Prestige Records]
- 1956 - Carmen McRae - Blue Moon (Decca Records) (4 brani Tadd Dameron arr.)
- 1956 - Fontainebleau (Prestige Records)
- 1956 - Mating Call (Prestige Records) (con John Cotrane)
- 1962 - The Magic Touch of Tadd Dameron (Riverside Records)
- 1962 - Milt Jackson - Big Bags. The Milt Jackson Orchestra (Riverside Records) [5 brani Tadd Dameron arr.]